# 唯亭西站
唯亭西站，是沪宁城际铁路上的一个预留车站，位于唯亭镇西侧。